# Eubranchus flexus
Eubranchus flexus — вид голозябрових молюсків родини Eubranchidae. Описаний у 2023 році.

## Поширення
Вид поширений у Південно-Китайському морі. Відомий лише в одному місці неподалік міста Нячанг у В'єтнамі.

## Опис
Дрібний молюск, завдовжки 4 мм. Живе у симбіозі з гідрозоїдними колоніями.